# I-15 (sommergibile)
Il sommergibile I-15 è stato il primo esemplare costruito della classe omonima. Entrato in servizio nel settembre 1940, fu affondato il 5 dicembre 1942 nella zona di Guadalcanal dalla nave americana Southard.